# حدأة الحلزون
القُطَامى أو القُطَامِي أو حدأة الحلزون (الاسم العلمي: Rostrhamus sociabilis) هو نوع من فُصيلة عقبان مسرولة.